# Władca lalek (film)
Władca lalek (ang. Puppet Master) – horror z 1989 roku, typu direct-to-video (wydany w październiku 1989), chociaż początkowo miał nim nie być, tylko ukazać się w kinach (w lecie 1989 r.). Jego twórcami są Charles Band i Kenneth J. Hall, a reżyserem David Schmoeller. To pierwsza część z serii o Władcy Lalek, z obsadą - Paul Le Mat, Irene Miracle, Matt Roe i Kathryn O'Reilly.

## Fabuła
Akcja toczy się w czasach kręcenia filmu a więc przełomie lat 80 i 90 XX w. w hotelu, w którym Toulon w 1939 r. popełnił samobójstwo. W tej części filmu lalki pojawiają się w najmniejszej liczbie scen spośród części serii.

## Obsada
- William Hickey - Andre Toulon
- Paul Le Mat - Alex Whitaker
- Irene Miracle - Dana Hadley
- Jimmie F. Skaggs - Neil Gallagher
- Robin Frates - Megan Gallagher
- Matt Roe - Frank Forrester
- Kathryn O'Reilly - Carissa Stamford
- Mews Small - Theresa

### Lista lalek występujących w filmie
- Blade
- Pinhead
- Leech Woman
- Jester
- Tunneler
- Shredder Khan
- Gengie